# Nervous
"Nervous" é uma canção do cantor canadense Shawn Mendes, gravada para seu terceiro álbum de estúdio Shawn Mendes (2018). Foi escrita por Mendes, Scott Harris e Julia Michaels, e produzida por Mendes e Teddy Geiger. Foi lançada como quinto single do álbum em 23 de maio de 2018 pela Island Records.

## Antecedentes
Mendes anunciou o lançamento do single em 22 de maio de 2018, postando sua capa e data de lançamento em sua conta do Instagram.

## Videoclipe
O videoclipe foi dirigido por Eli Russell Linnetz e lançado em 11 de junho de 2018, no canal oficial de Mendes no YouTube.

## Créditos
Créditos adaptados do Tidal.

## Desempenho nas tabelas musicais

### Tabelas semanais
| Tabela musical (2018–19)                          | Melhor posição |
| ------------------------------------------------- | -------------- |
| Alemanha (GfK Entertainment Charts)               | 86             |
| Argentina (Monitor Latino)                        | 11             |
| Austrália (ARIA)                                  | 51             |
| Áustria (Ö3 Austria Top 40)                       | 39             |
| Canadá (Canadian Hot 100)                         | 66             |
| Eslováquia (Rádio Top 100)                        | 35             |
| Eslovênia (SloTop50)                              | 22             |
| Estados Unidos (Billboard Bubbling Under Hot 100) | 8              |
| Hungria (Rádiós Top 40)                           | 35             |
| Nova Zelândia (NZ Top 10 Heatseekers)             | 1              |
| Países Baixos (Mega Single Top 100)               | 38             |
| Reino Unido (UK Singles Chart)                    | 54             |
| Suécia (Sverigetopplistan)                        | 71             |
| Suíça (Schweizer Hitparade)                       | 59             |
| Venezuela (National-Report)                       | 88             |

## Certificações
| Região | Certificação | Vendas  |
| --- | ------------ | ------- |
| Brasil (Pro-Música Brasil) | Ouro         | 20,000‡ |
| Canadá (Music Canada) | Ouro         | 40,000‡ |
| México (AMPROFON) | Ouro         | 30,000‡ |
| *vendas baseadas apenas na certificação ^distribuições baseadas apenas na certificação ‡vendas+valores de streaming baseados apenas na certificação |              |         |